# SMS Bremen (1903)
Корабль его величества «Бремен» (нем. SMS Bremen) — головной корабль из семи кораблей одноименного типа, построенных для Кайзерлихмарине. Построен на верфи компании AG Weser в г. Бремен, и получил название в честь этого города. Корпус был заложен в 1902, спущен на воду в июле 1903 года. В мае вошёл в состав Гохзеефлотте (Флота открытого моря). Был вооружён десятью 105 мм орудиями главного калибра и двумя 45-см торпедными аппаратами. Мог развивать ход 22 узла (41 км/ч).
Большую часть службы «Бремен» провёл на восточно-американской станции, в том числе десятилетие, предшествующее Первой мировой войне. Крейсер вернулся в Германию в 1914 году перед началом войны. С началом войны «Бремен» был приписан к Балтийскому флоту, который действовал против России. В августе 1915 года крейсер принял участие в битве за Рижский залив, хотя и не сыграл значительной роли в сражении. Спустя четыре месяца, 17 декабря, крейсер наткнулся на две российские мины и затонул, погибло 250 человек из его экипажа.

## Описание
«Бремен» был заложен по контракту «L», корпус был заложен на имперской верфи компании AG Weser в г. Бремен в 1902, спущен на воду 9 июля 1903 года, после чего начались работы по достройке корабля. 19 мая 1904 года корабль вошёл в состав Гохзеефлотте. Был 111,1 м длиной, 13,3 м шириной, имел осадку в 5,53 м, водоизмещение в 3.797 т при полной боевой загрузке. Двигательная установка состояла из двух паровых машин тройного расширения, индикаторная мощность составляла 10 тыс. лошадиных сил (7.500 кВт), корабль развивал скорость в 22 узла (41 км/ч). Пар для машины образовывался в десяти водотрубных паровых котлов военно-морского типа, топливом для которых служил уголь. Крейсер мог нести 860 тонн угля, что обеспечивало дальность плавания в 4.270 морских миль (7.910 км) на скорости в 12 узлов (19 км/ч). Экипаж крейсера состоял из 14 офицеров и 274—287 матросов.
Вооружение крейсера составляли десять 105 мм скорострельных орудий системы SK L/40 на одиночных опорах, Два орудия были размещены рядом на носу, шесть вдоль бортов по три на каждом борту и два бок о бок на корме. Орудия имели прицельную дальность в 12.200 м. Общий боезапас оставлял 1.500 выстрелов, по 150 выстрелов на орудие. Также корабль вооружён двумя 450 мм торпедными аппаратами с пятью торпедами. Аппараты были установлены в корпусе судна по бортам под водой. Корабль был защищён бронированной палубой толщиной до 80 мм. Толщина стен рубки составляла 100 мм, орудия были защищены тонкими щитами 50 мм толщины.

## Служба
После ввода в строй «Бремен» служил на восточно-американской базе и часто посещал США.
В апреле 1907 года «Бремен» и броненосный крейсер «Роон» посетили джеймстоуновскую выставку в США, проведённую в честь годовщины высадки колонистов в Чесапикском заливе 26 апреля. Кроме германской делегации, на выставку прибыли военные корабли Великобритании, Японии, Австро-Венгрии, Франции, Италии и некоторых других держав.
На борту «Бремена» служил Вильгельм Канарис, будущий адмирал и глава абвера. Это было его первым назначением после окончания военно-морской академии. На борт крейсера он вступил 2 ноября 1907 года.
В конце 1908 года «Бремен» совершил турне по Южной Америке, начав с визита в Буэнос-Айрес в сентябре, затем сделал остановку в Рио-де-Жанейро. Турне продлилось до февраля 1909 года, крейсер посетил Коста-Рику, Панаму, Гватемалу и Нидерландские Антильские острова. В марте «Бремен» вернулся в северную Атлантику и в следующие три месяца посещал американские порты.
В сентябре — октябре 1909 года «Бремен», бронепалубные крейсера «Виктория-Луиза» и «Герта», лёгкий крейсер «Дрезден» отправились в США, чтобы представлять Германию на празднике 300-летнего юбилея открытия Гудзоном одноимённой реки и 100-летия первого успешного коммерческого применения Фултоном парохода.
В начале 1912 года «Бремен», линейный крейсер «Мольтке» и лёгкий крейсер «Штеттин» нанесли визит доброй воли в США. 11 мая 1912 года корабли вышли из Киля и 30 мая прибыли в Хэмптон-Роудс, штат Виргиния. Там они повстречались с кораблями американского флота. Президент США Уильям Тафт приветствовал германские корабли с борта президентской яхты «Мейфлауэр». После двухнедельного тура по восточному побережью США корабли отплыли в Германию и 24 июня прибыли в Киль.
«Бремен» оставался за границей до 1914 года, затем вернулся в Германию.
После начала Первой мировой войны в июле 1914 года он был приписан к флоту на Балтике. В августе 1915 года крейсер принял участие в битве за Рижский залив. «Бремен» участвовал во втором наступлении на залив 16 августа. «Бремен» и крейсера «Граудениц», «Аугсбург» и «Пиллау» эскортировали дредноуты «Нассау» и «Позен», которые пытались прорваться в Рижский залив. Германская флотилия 19 августа просочилась через российскую оборону и направилась в залив, но вскоре отступили, опасаясь подлодок союзников и мин.
17 декабря 1915 «Бремен» и миноносец V 191 наткнулись на российское минное поле. Близ Виндавы «Бремен» наскочил на пару российских мин и затонул. Миноносец постигла та же судьба. Большая часть экипажа крейсера погибла (командир, 10 офицеров, 287 нижних чинов экипажа), спасены 8 офицеров и 102 нижних чина.